# 17805 Švestka
17805 Švestka è un asteroide della fascia principale. Scoperto nel 1998, presenta un'orbita caratterizzata da un semiasse maggiore pari a 3,0015220 UA e da un'eccentricità di 0,0701192, inclinata di 10,50652° rispetto all'eclittica.